# 2-е Анпилогово
2-е Анпилогово — деревня в Курском районе Курской области России. Входит в состав Полянского сельсовета.

## География
Деревня находится в центральной части Курской области, в пределах южной части Среднерусской возвышенности, в лесостепной зоне, на левом берегу реки Большая Курица, на расстоянии примерно 6 км (по прямой) к северо-западу от города Курск, административного центра района и области.

### Климат
Климат характеризуется как умеренно континентальный, с относительно жарким летом и умеренно холодной зимой. Среднегодовая температура воздуха — 5,5 °С. Средняя температура воздуха самого тёплого месяца (июля) — 18,7 °C (абсолютный максимум — 37 °С); самого холодного (января) — −9,3 °C (абсолютный минимум — −35 °С). Безморозный период длится около 152 дней. Среднегодовое количество атмосферных осадков составляет 587 мм, из которых 375 мм выпадает в период с апреля по октябрь. Снежный покров образуется в первой декаде декабря и держится в среднем 125 дней.

### Часовой пояс
Деревня 2-е Анпилогово, как и вся Курская область, находится в часовой зоне МСК (московское время). Смещение применяемого времени относительно UTC составляет +3:00.

## Население
| 2002 | 2010 |
| ---- | ---- |
| 190  | ↘142 |

### Половой состав
По данным Всероссийской переписи населения 2010 года, в половой структуре населения мужчины составляли 41,5 %, женщины — соответственно 58,5 %.

### Национальный состав
Согласно результатам переписи 2002 года, в национальной структуре населения русские составляли 94 %.

## Инфраструктура
Личное подсобное хозяйство. В деревне 113 домов.

## Транспорт
Деревня  находится в 7,5 км от автодороги федерального значения М2 «Крым» (часть европейского маршрута E 105), в 4 км от автодороги межмуниципального значения 38Н-197 (М-2 «Крым» – Полянское – граница Октябрьского района), на автодороге 38Н-198 (38Н-197 – 2-е Анпилогово – Большое Лукино), в 16 км от ближайшей ж/д станции Курск (линии: Орёл — Курск, Курск — 146 км и Льгов I — Курск).
В 133 км от аэропорта имени В. Г. Шухова (недалеко от Белгорода).